# 八勢溪
25°09′18″N 121°27′30″E / 25.15500°N 121.45833°E
八勢溪，位於台灣新北市淡水區八勢里的一條溪流，為淡水河的支流。該溪發源於八勢一街底詩畫城堡社區後山，流經內八勢子、外八勢子，過北淡路（省道台2線）外北橋及台北捷運淡水線後注入淡水河。
八勢溪河口處為淡水河紅樹林保護區。外北橋南側即為台北捷運紅樹林車站。

## 臨近景物
- 紅樹林車站
- 淡水河紅樹林保護區